# Nuritamburia
Nuritamburia là một chi bướm đêm thuộc phân họ Tortricinae trong họ Tortricidae.

## Các loài
- Nuritamburia chlorocalla (Walsingham, in Sharp, 1907)
- Nuritamburia metallurgica (Walsingham, in Sharp, 1907)
- Nuritamburia phyllanthana (Swezey, 1940)
- Nuritamburia semicineriana (Swezey, 1913)
- Nuritamburia thoracina (Walsingham, 1907)

## Phân loại
Nuritamburia is the replacement name for Bradleyella.